# Raschera
Il Raschera DOP è un formaggio italiano a Denominazione di origine protetta e riconosciuto nella sua tipologia d'alpeggio come presidio Slow Food..

## Territorio

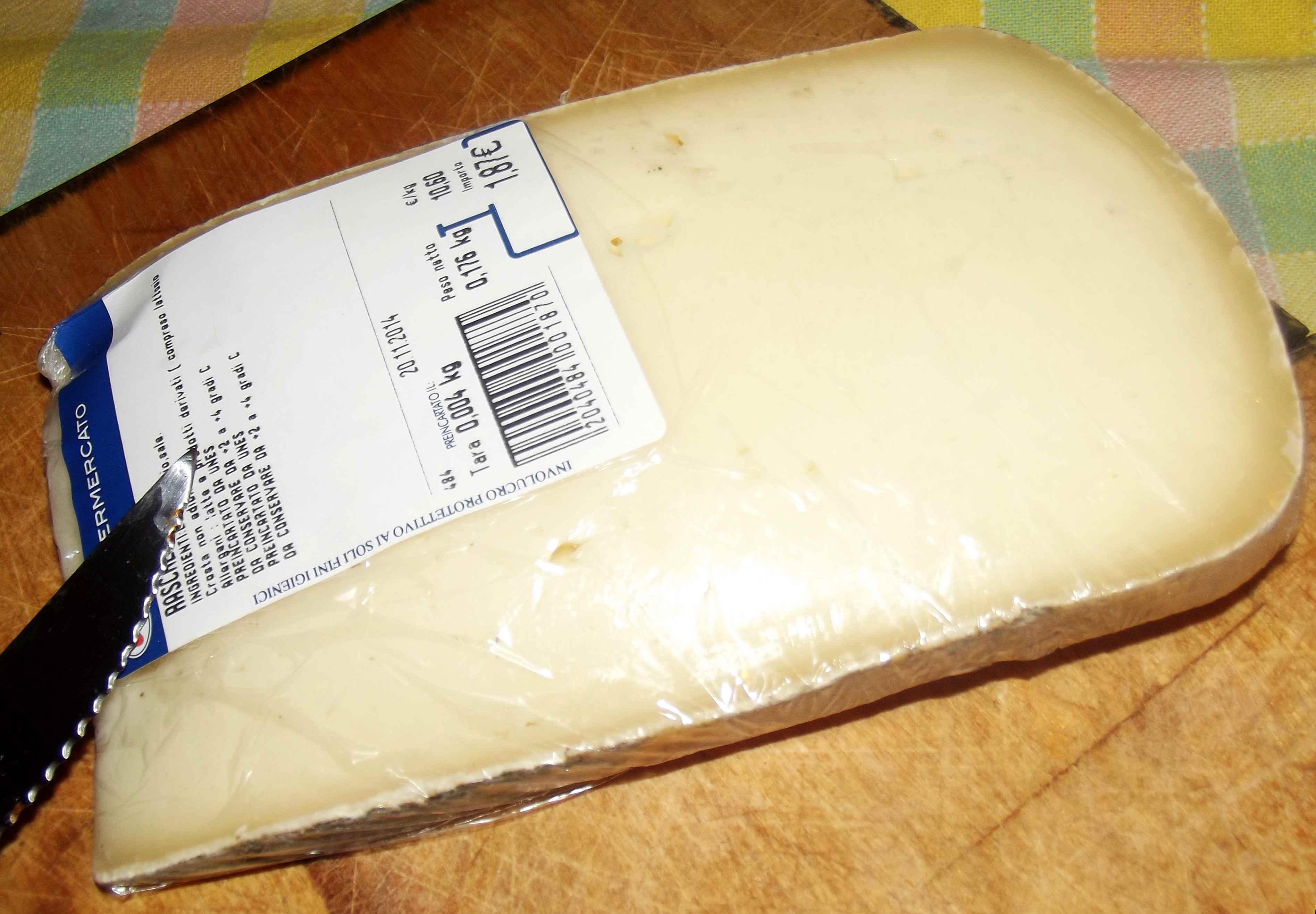
Una fetta di Raschera confezionata con pellicola alimentare per la grande distribuzione.

Il nome Raschera deriva dal nome di un pascolo e di un lago ai piedi del monte Mongioie (2.630 m s.l.m.), situati nel comune di Magliano Alpi sulle Alpi Marittime in provincia di Cuneo.

## Descrizione
Il disciplinare di produzione distingue due tipi di formaggio Raschera:
- Raschera d'alpeggio: che è prodotto e stagionato esclusivamente nei comuni di Frabosa Soprana, Frabosa Sottana, Montaldo di Mondovì, Roburent, Roccaforte Mondovì, Pamparato, Magliano Alpi (esclusivamente nell'isola amministrativa montana), Ormea e Garessio nelle zone ubicate oltre i 900 mslm.
- Raschera prodotto e stagionato in tutto il territorio della provincia di Cuneo.

La forma è quadrata o tonda, la stagionatura minima è di un mese ma ne esistono anche a stagionatura più lunga con sapore più accentuato.
Il latte utilizzato è quello vaccino, addizionato in alcuni casi con modeste quantità di latte di capra o di pecora.

## Sagre
A Frabosa Soprana e ad Ormea si organizza tutti gli anni una sagra del Raschera dove si può acquistare il formaggio.